# 동방삼협
《동방삼협》(東方三俠)은 1993년 공개된 홍콩의 액션 영화이다.

## 줄거리
무림고수에게 입양되어 무술을 배우던 동동(매염방).아삼(양자경).어느 날 신비의 고수에게 우산은 방치되고 그들의 의해 기억을 상실하고 하수인이 되어 일한다. 당시 그녀를 납치한 고수들은 진공공의 명을 받은 살수들로 진공공은 무협고수가 통치하는 세상을 만들기 위해 비밀리에 '귀삼공'이란 무술을 연마하고 있었다.한편 진칠(장만옥)도 공공 밑에 있었으나 16살때 기억력을 회복하고 도망 나와 돈을 받고 일하는 해결사로 활약하지만 실제로는 정의를 위해 싸우고 있다. 그리고 공공의 잔인함과 운행에 회의를 느끼던 아삼은 사랑하는 박사가 공공으로부터 죽음을 맞이하자 동동과 진칠을 돕기로 마음먹는다. 마침내 3인의 여협객과 공공은 대면하게 되는데...

## 출연

### 주연
- 양자경
- 매염방
- 장만옥

### 조연
- 유송인
- 황추생
- 임세관
- 주미미
- 진패

## 한국판 성우진

### SBS (1997년 3월 28일)
- 안경진 - 동동(매염방)
- 문지현 - 진칠(장만옥)
- 지미애 - 신정(양자경)
- 탁원제
- 김용식
- 성선녀
- 김관철
- 김정주
- 김승준
- 김소형
- 김지민
- 오인성
- 전인배
- 정미경

### MBC (2004년 10월 23일)
- 송도영 - 진삼(양자경)
- 윤소라 - 동동(매염방)
- 김서영 - 진칠(장만옥)
- 신성호 - 유반장(유송인)
- 이종혁 - 공공(황추생)
- 황윤걸 - 국장(진패)
- 표영재 - 박사
- 방성준 - 주가
- 문남숙
- 박신희
- 이원찬
- 정재헌
- 류승곤
- 유상우
- 한경화